# Samisk senter for samtidskunst
Samisk senter for samtidskunst, Sámi dáiddaguovddáš (SDG), är ett konstnärscentrum i Karasjok i Finnmark i Norge.
SDG grundades 1986 och har egna utställningslokaler i Karasjok. Det får ekonomiska bidrag från Finnmarks fylkeskommun, Sametinget i Norge och Karasjok kommun.
Konstnärscentret drivs av Samisk kunstnerforbund. 